# Демография караимов

### Общая информация
Всего в мире проживает около 2000 караимов.
 Россия: 500 (перепись 2021 г.)
- Республика Крым: 295
- Москва: 62
- Севастополь: 23
- Московская область: 21
- Санкт-Петербург: 14

 Украина: 1196 (перепись 2001 г.)
- Автономная Республика Крым: 671
- Ивано-Франковская область: 106
- Одесская область: 65
- Днепропетровская область: 64
- Запорожская область: 51
- Севастополь: 44
- Киев: 43
- Донецкая область: 38
- Николаевская область: 37
- Харьковская область: 35

 Польша: 346 (перепись 2011 г.)
 Литва: 192 (перепись 2021 г.)
 Казахстан: 231 (перепись 2009 г.)
- Алматинская область  78 (2009)[6]

 Узбекистан: 55 (перепись 1989 г.)
 Беларусь: 20 (перепись 2009 г.)
 Эстония: 11 (перепись 2021 г.)
 Латвия: 4 (2014 г.)
 Таджикистан: 2 (перепись 2010 г.)
Другие страны:
 Австралия
 Германия
 Израиль
 США
 Франция

### В мире
| Год  | Численность караимов в мире, чел. |
| ---- | --------------------------------- |
| 1897 | 12 894                            |
| 1913 | 13 600                            |
| 1926 | 8 300                             |
| 1959 | 5 700                             |
| 1979 | 3 341                             |
| 1989 | 2 803                             |
| 2002 | 1 890                             |

Источник:.

### В Крыму
| Год           | Численность населения в Крыму, чел. | Доля караимов в Крыму, % |
| ------------- | ----------------------------------- | ------------------------ |
| I ч. XVIII в. | 467 000                             | 0,2                      |
| 1760-е-70-е   | 454 700                             | 0,3                      |
| 1795          | 156 400                             | 1,5                      |
| 1816          | 212 600                             | 1,4                      |
| 1835          | 279 400                             | 1,1                      |
| 1850          | 331 300                             | 0,8                      |
| 1864          | 198 700                             | 1,7                      |
| 1920          | 718 900                             | 0,8                      |
| 1926          | 713 800                             | 0,6                      |
| 1937          | 996 800                             | 0,3                      |
| 2001          | 2 024 056                           | 0,03                     |

Источник:.

### В СССР
| Год  | Численность караимов в СССР, чел. |
| ---- | --------------------------------- |
| 1926 | 8 324                             |
| 1959 | 5 727                             |
| 1970 | 4 571                             |
| 1979 | 3 341                             |
| 1989 | 2 602                             |

### В Литве
| Год  | Численность караимов в Литве, чел. | Доля караимов в Литве, % |
| ---- | ---------------------------------- | ------------------------ |
| 1959 | 423                                | 0.02                     |
| 1970 | 388                                | 0.01                     |
| 1979 | 352                                | 0.01                     |
| 1989 | 289                                | 0.01                     |
| 1997 | 257                                | 0.01                     |
| 2001 | 273                                | 0.01                     |
| 2011 | 241                                | 0.01                     |
| 2021 | 192                                | 0.01                     |

Источник: